# Rolex

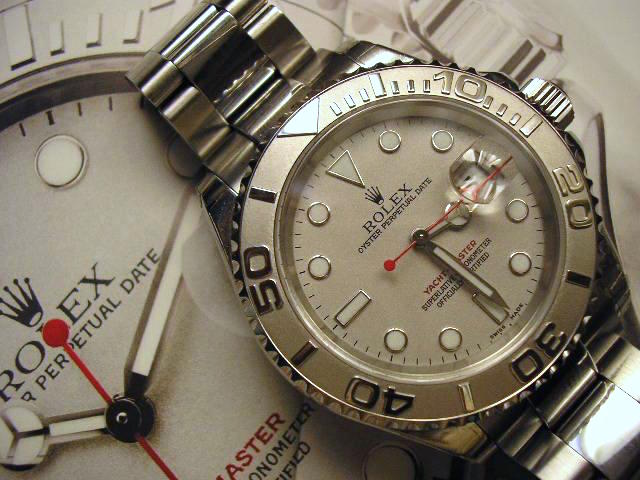
Een Rolex Yachtmaster

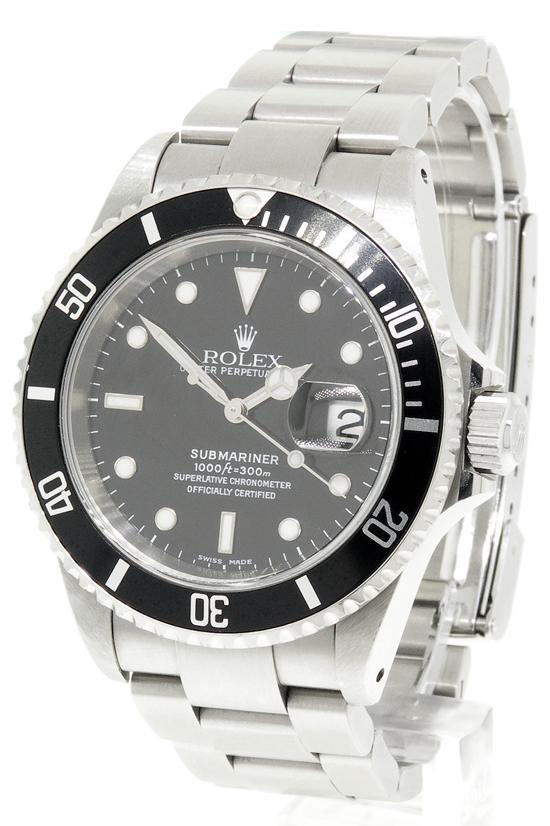
Een Rolex Submariner

Rolex is een Zwitsers horlogemerk.

## Geschiedenis
Het horlogemerk werd in 1905 opgericht door de Duitse zakenman en technicus Hans Wilsdorf. Het merk had in eerste instantie de naam Wilsdorf & Davis en was in handen van Hans Wilsdorf en Alfred Davis.
In 1908 registreerde Wilsdorf de naam Rolex als officieel merk. Vandaag de dag lopen de meningen nog steeds uiteen over wat Wilsdorf precies bedoelde met de naam Rolex. Hoewel Wilsdorf zelf altijd heeft volgehouden dat "Rolex" een betekenisloze naam is, gaan er vele geruchten dat hij de naam zou hebben afgeleid van de Franse woorden horlogerie exquise.
Het horlogemerk vond in 1926 een 100% waterdichte, vuilwerende en schokbestendige horlogekast uit. Deze horlogekast werd de Oyster genoemd omdat hij de vorm en eigenschappen van een gesloten oester had. Veel modellen van Rolex hebben nu nog steeds deze horlogekast. Om te bewijzen dat Rolex echt waterdicht is liet men, als publiciteitsstunt, een zwemmer over het kanaal van Engeland naar Frankrijk zwemmen (1927), met om zijn pols een, uiteraard 100% waterdicht, Rolexhorloge. In 1960 herhaalde Rolex het kunstje door een horloge aan de buitenkant van de bathyscaaf te bevestigen. Het diepzeevaartuig dook later naar de bodem van de Marianentrog. Zelfs op een waterdiepte van elf kilometer bleek deze speciaal ontwikkelde Rolex nog waterdicht.
Tijdens de Tweede Wereldoorlog vestigde de van oorsprong Duits-Engelse fabriek zich definitief in Genève, Zwitserland. Aldaar ging het merk zich specialiseren in dure horloges die alleen voor de rijkste mensen waren weggelegd. De horloges werden vaak van staal, goud, zilver, of platina gemaakt. De wijzerplaten waren soms gemaakt van parelmoer of ingelegd met diamanten.
Voor sommige modellen werden de wijzerplaten vervaardigd van steensoorten, zoals onder andere Onyx en Lapis Lazuli.
Het merk verwierf ook faam met revolutionaire ontwerpen die zo succesvol waren dat ze door veel andere fabrikanten werden nagemaakt: in 1946 verscheen de Rolex Datejust, het eerste horloge dat naast de tijd ook de datum aangaf. In 1950 verscheen de Rolex Submariner, het eerste horloge dat speciaal voor diepzeeduikers was gemaakt en een draaibare ring met minutenaanduiding had. Midden jaren zestig kwam de Rolex Cosmograph Daytona, een horloge met een tachymeter. Hiermee kan de gemiddelde snelheid worden gemeten.
Al deze modellen zijn kennelijk tijdloos en mode-ongevoelig, want ze worden vandaag de dag allemaal nog op grote schaal verkocht.

## Een aantal van de bekendste Rolexmodellen

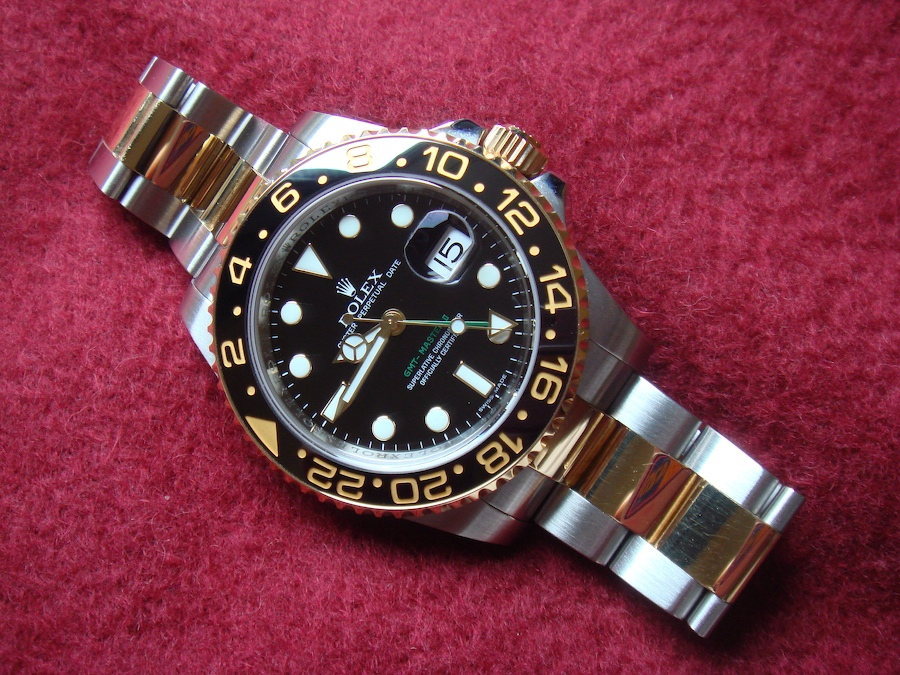
Rolex GMT Master II

- Rolex Cellini: Een klein plat horloge met een leren band. Het horloge heeft optioneel een Maanfase.
- Rolex Oyster Perpetual: Stalen horloge zonder speciale opties, oftewel time-only. Tevens het goedkoopste model.
- Rolex Princess: Dameshorloge met een vierkante kast.
- Rolex Prince: Gouden, rechthoekig herenhorloge met mechanisch uurwerk dat met de hand opgewonden moet worden.
- Rolex Airking: Stalen model zonder opties. In enkele landen verkrijgbaar met datumweergave.
- Rolex Explorer: Stalen horloge zonder speciale opties, oftewel time-only.
- Rolex Explorer II : De grotere uitgebreidere versie van de Explorer I, die meer weg heeft van een GMT-Master II: hij heeft namelijk vrijwel dezelfde wijzerplaat en exact dezelfde functies. Het enige verschil is de massiefstalen bezel met 24-uursmarkering, die niet kan bewegen.
- Rolex Datejust: Het eerste horloge ter wereld dat de datum aangaf in een apart venster op de wijzerplaat. Het model verscheen voor het eerst in 1946 en wordt nog steeds geproduceerd. De datum staat op de rechterkant van de wijzerplaat met erboven een vergrootglas dat op de buitenkant van het horlogeglas is bevestigd. Het model is in verschillende uitvoeringen verkrijgbaar, in staal, wit-, geel- of roodgoud of platina. De band kan van zowel leer als edelmetaal zijn. De luxeversies van dit horloge worden versierd met diamanten.
- Rolex Day Date: Vlaggenschipmodel van Rolex, dat naast de tijd ook de dag aangeeft, en wel voluit geschreven (in 28 talen verkrijgbaar, in totaal in 56 talen gemaakt). De dag is zichtbaar bovenaan de wijzerplaat. Dit horloge is uitsluitend verkrijgbaar in de edelmetalen geelgoud, roségoud, witgoud en platina.
- Rolex GMT Master: Horloge met twee speciale opties:
  1. een datumaanduiding, vergroot door een klein vergrootglas en
  2. een draaibare ring waarmee men de uren in een etmaal kan bekijken.
- Rolex Submariner: speciaal gemaakt voor duikers. Dit horloge werd voor het eerst gemaakt in 1954 en is het succesvolste en beroemdste model van Rolex. Het werd vooral bekend als het horloge dat door James Bond werd gedragen in een aantal Bondfilms uit de jaren zestig en zeventig. Het huidige model is waterdicht tot op 300 meter. Heeft een draaibare ring (lunette) rondom de wijzerplaat die de minuten in een uur aangeeft. Door de ring te draaien, kan de duiker aan de hand van de minutenwijzer berekenen hoelang hij onder water is gebleven. De Submariner is met en zonder datumaanduiding verkrijgbaar. De meeste Submariners zijn gemaakt van staal en hebben een zwarte wijzerplaat met zwarte draaibare ring. Er zijn veel verschillende typen gemaakt. De modernere Submariners hebben Superluminova als lichtgevend materiaal in de uurmarkeringen in plaats van het oude tritium of radium. Superluminova is een Japanse uitvinding en wordt wereldwijd gebruikt in hoogwaardige horloges vanwege de zeer lange nagloeitijd in het donker en de volkomen onschadelijkheid ervan. Tritium is zeer licht, en radium zeer sterk radioactief met bovendien een halfwaardetijd van 12 jaar. Ter gelegenheid van het 50-jarig bestaan maakte Rolex een reeks Submariners met een groene in plaats van zwarte draaibare ring. Deze groene Submariners zijn een verzamelobject geworden, ook al zijn ze niet vervaardigd in beperkte oplage. Ook bestaat er een luxeversie van de Submariner, die gemaakt is in een uitvoering van staal/goud of geheel goud met een blauwe wijzerplaat en blauwe of zwarte, draaibare ring. In 2008 lanceerde Rolex een nieuwe editie van de Submariner met als belangrijkste kenmerk een lunette van keramisch materiaal.
- Rolex Sea-Dweller: Dit horloge is bijna identiek aan de Submariner maar is nog beter bestand tegen temperatuurverschillen, zout zeewater en sterke waterdruk, en is waterdicht tot op 1220 meter. Terwijl Submariner vaak door niet-duikers als sieraad wordt gedragen, wordt dit horloge, vanwege de hogere aanschafprijs, bijna alleen door professionele diepzeeduikers gedragen. Een bijzondere eigenschap van het horloge is de hoge drukbestendigheid van het zeer dikke horlogeglas, tevens bevindt zich een drukventiel in de kast (linkerkant) om interne overdruk op te kunnen heffen welke ontstaat bij decompressie na het duiken op zeer grote diepten. Het uurwerk is het standaard automatisch uurwerk met datumvermelding. Het enige opvallende uiterlijke verschil met de Submariner is dat de Seadweller geen vergrootglas voor de datumaanduiding heeft. Verder is de kroon van de Sea-Dweller groter en de bezel dikker.
- Rolex DeepSea Sea-Dweller: Dit horloge werd eind 2009 uitgebracht en verving de Sea-Dweller. Hij is beter bestand tegen temperatuurverschillen, zout zeewater en extreem sterke waterdruk, en is waterdicht tot op 3900 meter. Een bijzondere eigenschap van het horloge is de drukbestendigheid van het zeer dikke horlogeglas, tevens bevindt zich een drukventiel in de kast (linkerkant) om interne heliumoverdruk op te kunnen heffen welke ontstaat bij decompressie na het duiken op zeer grote diepten. Het uurwerk is het standaard automatisch uurwerk met datumvermelding.
- Rolex Yachtmaster: Dit type horloge is gemaakt voor (zee)zeilers en is waterdicht tot 100 meter. De eerste generatie van dit horloge heeft een datumaanduiding en is verder identiek aan de Submariner, met als enige verschil dat de cijfers op de draaibare ring (lunette) zijn afgedrukt in reliëf. Begin 2007 werd de tweede generatie van dit type Rolex op de markt gebracht. Deze Yachtmaster II heeft alle functies van de Yachtmaster I, aangevuld met een 10-minuten-countdownfunctie (terugtelfunctie).
- Rolex Daytona: Dit horloge is een zogenaamde chronograaf. Een grote wijzer geeft na activering (er bevindt zich een start-stopknop boven, en een resetknop onder, de opwindkroon) de verstreken seconden aan, terwijl twee kleinere chrono's de verstreken minuten en uren aangeven. Een derde chrono fungeert als secondewijzer. Rondom de wijzerplaat staan getallen waarmee een autocoureur of automobilist aan de hand van de stopwatch de gemiddelde snelheid van zijn auto kan aflezen. Dit wordt een tachymeter genoemd. Hiertoe telt de bestuurder tien hectometerpaaltjes tussen het activeren en stopzetten van de chronograaffunctie. De Rolex Daytona was vroeger voorzien met een niet door Rolex gemaakt uurwerk, namelijk de Zenith El-Primero. Het tikgetal van dit uurwerk is 36.000; dat wil zeggen tien tikken per seconde maal 3600 seconden in een uur. Rolex wijzigde dit in een tikgetal van 28.800; acht tikken per seconde, teneinde een langere service-interval te kunnen waarborgen. Sinds 1998 heeft de Rolex Daytona echter weer een eigen uurwerk met eveneens een tikgetal van 28.800, en bovendien een zogenaamde verticale chronograafkoppeling. Dit bewerkstelligt te allen tijde het perfect starten en stoppen van de chronograaffunctie, zonder hapering. Voor de komst van de Zenith was de Daytona voorzien van het beroemde Valjoux 72-uurwerk. Daarnaast is de Rolex Daytona in staal het horloge waar het langst op gewacht moet worden, met een wachtlijst van een aantal jaren. De Daytona is in talloze verschillende uitvoeringen verkrijgbaar.
- Rolex Milgauss: Dit horloge is ontworpen voor gebruik in onderzoekscentra waar gewerkt wordt in ruimten met magnetische straling. Door deze straling zouden horloges minder nauwkeurig kunnen gaan lopen. De Milgauss kan een magnetisch veld aan van 1000 gauss (het Franse mil verwijst naar 1000) door het gebruik van een schild om het uurwerk.

## Galerij

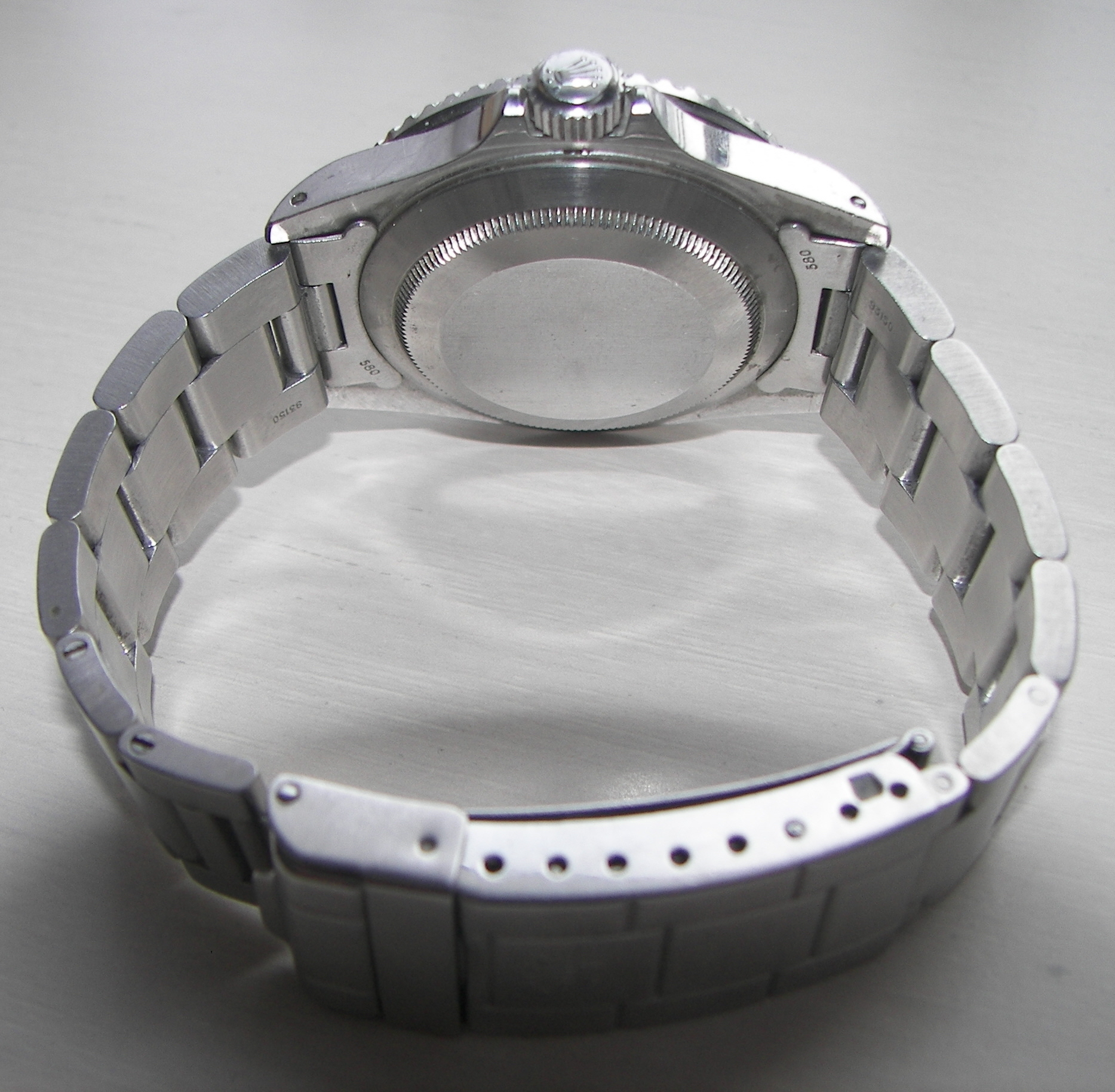
Rolexhorloge
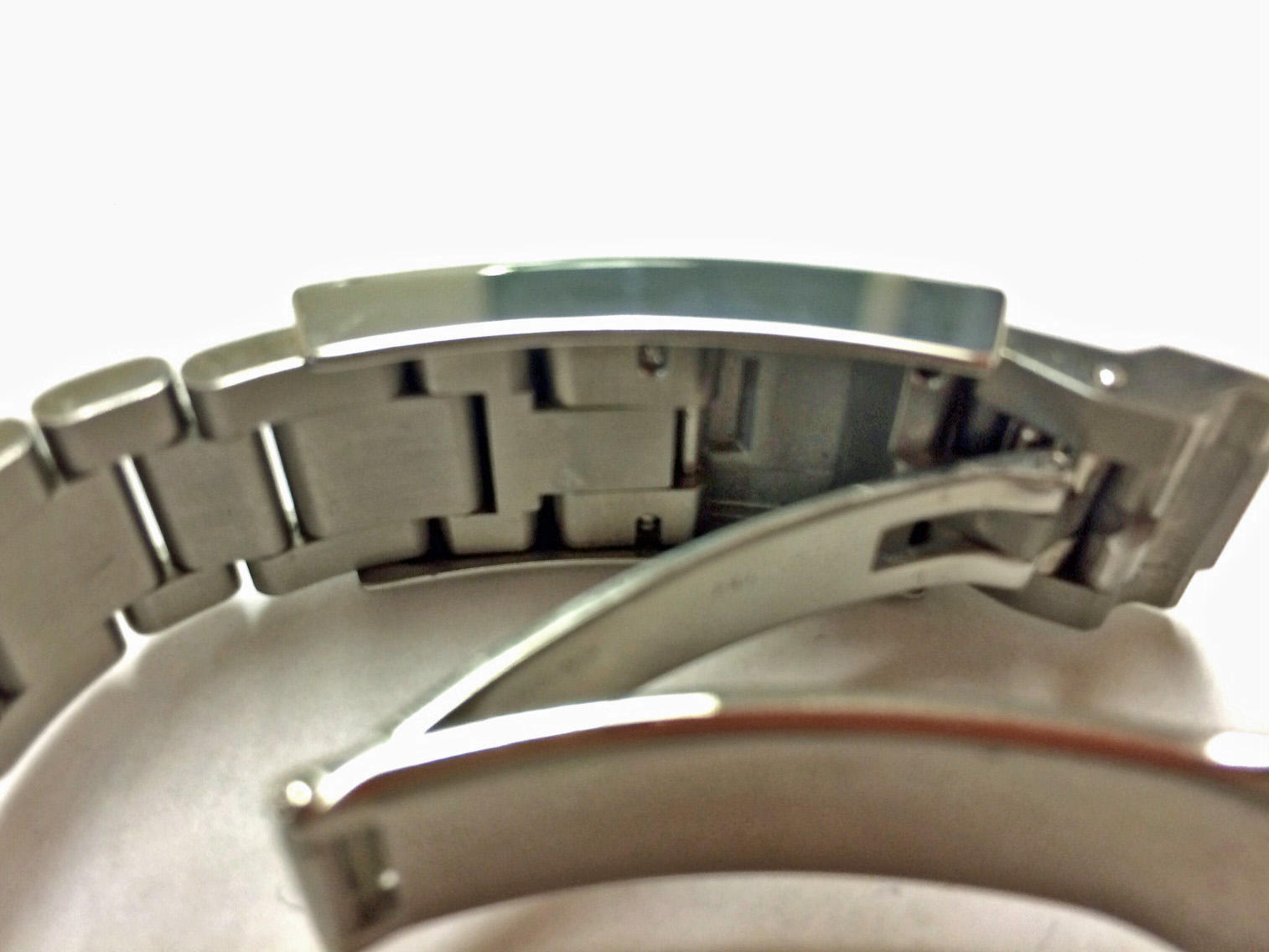
Rolexbandje met vouwsluiting